# مراتي مدير عام (فلم)
مراتي مدير عام هو فيلم كوميدي مصري تم إنتاجه عام 1966، من تأليف سعد الدين وهبة وعبد الحميد جودة السحار، وإخراج فطين عبد الوهاب، وبطولة صلاح ذو الفقار وشادية. وقد نال الفيلم جائزة مهرجان المركز الكاثوليكي للسينما لأحسن فيلم في عام 1966. وتم إختياره في قائمة أفضل مئة فيلم في تاريخ السينما المصرية.

## قصة الفيلم
يتعرض الفيلم لقضية حقوق المرأة من خلال مناولة طريفة، حيث يعمل حسين عمر رئيس قسم المشروعات بإحدى شركات الإنشاءات، يفاجأ بنقل زوجته عصمت مدير عام لشركة الإنشاءات التي يعمل بها، يخفي حسين حقيقة علاقته الزوجية بالمدير العام ولكنه يضطر للاعتراف بها بعد أن تحوم حولهما الشبهات وبعد المتاعب التي تعرضت لها تحت سمع وبصر حسين. وينبع من هذا العديد من المفارقات من زملاؤه في العمل واختلاف طباع عصمت في التعامل معه في العمل عن المنزل.

## فريق العمل
- إخراج: فطين عبد الوهاب
- تأليف: سعد الدين وهبة
- إنتاج: صلاح ذو الفقار
- توزيع: الشركة العامة لتوزيع الأفلام
- موسيقي: علي إسماعيل

## طاقم التمثيل
- صلاح ذو الفقار بدور (حسين عمر)
- شادية بدور (عصمت فهمي)
- توفيق الدقن بدور (أبو الخير حسنين)
- كريمان بدور (عايدة)
- يوسف شعبان بدور (سكرتير المدير العام)
- شفيق نور الدين بدور (عبد القوي)
- عادل إمام بدور (أبو المجد)
- عبد المحسن سليم بدور (سليمان)
- حسين إسماعيل بدور (الفراش)
- هالة فاخر بدور (نوال)
- الضيف أحمد بدور (عامل الفندق)
- نبيلة السيد بدور (الشغالة)
- حسن أتلة بدور (أبو خليل)
- محمد شوقي: (سائق سيارة المصلحة)

## وصلات خارجية
- مراتي مدير عام على موقع IMDb (الإنجليزية)
- مراتي مدير عام على موقع الدهليز
- مراتي مدير عام على موقع قاعدة بيانات الأفلام العربية
- مراتي مدير عام على موقع قاعدة بيانات الفيلم (الإنجليزية)
- مراتي مدير عام على موقع ليتربوكسد (الإنجليزية)
- مراتي مدير عام على موقع كينوبويسك (الروسية)